# Revel Presents: Beyoncé Live
Revel Presents: Beyoncé Live foram quatro shows realizados no resort Revel Atlantic City, pela cantora norte-americana Beyoncé.

## Antecedentes
No dia 19 de março de 2012, foi confirmado pela assessora de Beyoncé, Yvette Noel-Schure, que a cantora voltaria aos palcos em maio, pela primeira vez após dar à luz sua filha Blue Ivy Carter. Com uma série de concertos nos dias 25,26 e 27 de maio de 2012, para a inauguração do resort Revel Atlantic City, no palco do Ovation Hall, que tem capacidade para 5.050 pessoas. Os ingressos para os shows foram disponibilizados no dia 6 de abril de 2012, através da empresa Ticketmaster, após uma pré-venda exclusiva, no dia anterior, no site oficial da cantora.

## Promoção
Em 20 de marco de 2012, várias imagens de Beyoncé foram projetadas na grande tela do NASDAQ na Times Square. O vídeo continha imagens do videoclipe de sua música "1+1", anunciando sua apresentação no Revel Atlantic City.

## Show de abertura
- Luke James[8]

## Lista de músicas
Intro
1. "End of Time"
2. "Love on Top"
3. "Get Me Bodied"
4. "Baby Boy" (Dutty Wine Remix)
5. "Crazy in Love"
6. "Diva"

Naughty Girl (Video Interlude)
1. "Naughty Girl" (contém elementos de "Love to Love You Baby")
2. "Party"
3. "Dance for You"

Dance Interlude
1. "Freakum Dress"
2. "I Care"
3. "Schoolin' Life"
4. "1+1"
5. "I Miss You"

Dance Interlude
1. "Resentment"
2. "If I Were a Boy" (contém elementos e trechos de "Iris")
3. "Ex-Factor" (Lauryn Hill cover)
4. "Flaws and All"
5. "Irreplaceable"

Video Interlude
1. "Countdown"
2. "Jumpin', Jumpin'"
3. "Run the World (Girls)"
4. "Why Don't You Love Me"

Les Twins Dance Interlude
I Was Here (Video Interlude)
1. "I Will Always Love You" (Withney Houston cover)
2. "Halo"
3. "Single Ladies (Put a Ring on It)"

Fonte(s):